# Disney Komiks
Disney Komiks – seria tomów wydawana przez De Agostini od 2009 do 2010 roku. Każdy tom zawierał 52 strony na papierze kredowym, na których prezentowane były komiksy na podstawie filmów Disneya.
Cena jednego tomiku wzrastała wraz z upływem czasu. Tom 1 w ramach promocji pisma kosztował 6,90 zł, od tomu 2 do 18 cena wynosiła 14,90 zł. Od tomu 19 do 34 cena wynosiła 16,90 zł.

## Tomy
| Numer | Tytuł i film, z którym związany był komiks |
| ----- | ------------------------------------------ |
| 1     | Król lew                                   |
| 2     | Gdzie jest Nemo?                           |
| 3     | Królewna Śnieżka                           |
| 4     | 101 dalmatyńczyków                         |
| 5     | Zakochany kundel                           |
| 6     | Piękna i Bestia                            |
| 7     | Mój brat niedźwiedź                        |
| 8     | Śpiąca królewna                            |
| 9     | Auta                                       |
| 10    | Mała Syrenka                               |
| 11    | Kopciuszek                                 |
| 12    | Kubuś Puchatek                             |
| 13    | Potwory i spółka                           |
| 14    | Bambi                                      |
| 15    | Król lew II                                |
| 16    | Lilo i Stich                               |
| 17    | Piotruś Pan                                |
| 18    | Pocahontas                                 |
| 19    | Aladyn                                     |
| 20    | Iniemamocni                                |
| 21    | Timon i Pumba                              |
| 22    | Tygrys i przyjaciele                       |
| 23    | Dawno temu w trawie                        |
| 24    | Kurczak Mały                               |
| 25    | Rogate ranczo                              |
| 26    | Mulan                                      |
| 27    | Prosiaczek i przyjaciele                   |
| 28    | Pinokio                                    |
| 29    | Piorun                                     |
| 30    | Ratatuj                                    |
| 31    | Toy Story                                  |
| 32    | Dżungla                                    |
| 33    | Księżniczka i żaba                         |
| 34    | Odlot                                      |

Wydawca początkowo zaplanował wydanie 50 tomów, lecz zakończył na 34. numerze.